# Néoux
Néoux – miejscowość i gmina we Francji, w regionie Nowa Akwitania, w departamencie Creuse.
Według danych na rok 1990 gminę zamieszkiwało 295 osób, a gęstość zaludnienia wynosiła 12 osób/km² (wśród 747 gmin Limousin Néoux plasuje się na 359 miejscu pod względem liczby ludności, natomiast pod względem powierzchni na miejscu 248).